# Camp de Kerestinec
Le camp de Kerestinec est une prison qui a servi de camp de concentration à Kerestinec. Le camp est situé dans le château surplombant le village.

## Histoire
Avant le déclenchement de la Seconde Guerre mondiale, le gouvernement du royaume de Yougoslavie construit une prison près de Kerestinec et l'a utilisée pour détenir des prisonniers politiques. En mars 1941, à la veille de l'invasion de l'Axe, un grand nombre d'ennemis politique sont arrêtés et internés à Kerestinec.
Quelques semaines plus tard, le royaume de Yougoslavie s'effondre, puis le 19 avril 1941, la prison est prise en charge par les autorités du nouvel État indépendant de Croatie. Les prisonniers sont séparés en fonction de leur appartenance ethnique. À la suite de l'opération Barbarossa, le Parti communiste yougoslave a lancé un mouvement de résistance de Partisans. Le régime Ustaša a décidé de riposter en tuant certains des prisonniers de Kerestinec.
Le camp de l'armée yougoslave à Kerestinec est prise par l'armée croate en 1991.
Le camp a été utilisé de novembre 1991 à mai 1992 comme camp de prisonnier, pendant la guerre de Croatie. Le commandant de la prison, Stjepan Klaric incite ses quatre collègues et membres de l'armée croate à recourir à la torture physique et psychologique contre les prisonniers. Au total, 34 prisonniers sont torturés et violés.
Les cinq hommes sont jugés, accusés de torture physique et psychologique de 34 détenus et d'abus sexuels sur des prisonniers hommes et femmes de. En 2012, Klaric a été condamné à trois ans et demi de prison tandis que l'ancien gardien Viktor Ivancin est condamné à deux ans et Drazen Pavlovic, Zeljko Zivec et Goran Strukelj à un an de prison. La condamnation est annulée par la Cour suprême de Croatie en avril 2014 et un nouveau procès est demandé. Le nouveau procès se termine par des peines plus sévères, Klarić est condamné à huit ans de prison, Ivancin, Pavlovic, Strukelj et Zivec, à cinq, trois, deux et un an et demi de prison respectivement.